# James Pond 3: Operation Starfish
James Pond 3: Operation Starfish anche conosciuto come Operation Starfi5h è un videogioco a piattaforme del 1993 pubblicato dalla Electronic Arts per Amiga. il videogioco fu anche convertito per Sega Mega Drive/Genesis, Super Nintendo e Sega Game Gear. Operation Starfish è il terzo ed ultimo titolo nella serie di videogiochi James Pond ed è anche l'unico ad essere stato pubblicato per piattaforme AGA: Amiga 1200, Amiga 4000 e Amiga CD32.
Il titolo provvisorio del videogioco era James Pond 3: Splash Gordon, gioco di parole con il nome Flash Gordon.